# Comuna Macea, Arad
Macea (în maghiară: Mácsa, în germană: Matscha) este o comună în județul Arad, Crișana, România, formată din satele Macea (reședința) și Sânmartin.

## Demografie
Componența etnică a comunei Macea
     Români (82,56%)
     Romi (4,98%)
     Maghiari (1,75%)
     Germani (1,17%)
     Alte etnii (0,24%)
     Necunoscută (9,3%)
Componența confesională a comunei Macea
     Ortodocși (71,86%)
     Penticostali (5,64%)
     Adventiști (5,17%)
     Romano-catolici (4,07%)
     Baptiști (2,46%)
     Alte religii (1,12%)
     Necunoscută (9,66%)
Conform recensământului efectuat în 2021, populația comunei Macea se ridică la 5.722 de locuitori, în scădere față de recensământul anterior din 2011, când fuseseră înregistrați 5.762 de locuitori. Majoritatea locuitorilor sunt români (82,56%), cu minorități de romi (4,98%), maghiari (1,75%) și germani (1,17%), iar pentru 9,3% nu se cunoaște apartenența etnică. Din punct de vedere confesional, majoritatea locuitorilor sunt ortodocși (71,86%), cu minorități de penticostali (5,64%), adventiști (5,17%), romano-catolici (4,07%) și baptiști (2,46%), iar pentru 9,66% nu se cunoaște apartenența confesională.

## Politică și administrație
Comuna Macea este administrată de un primar și un consiliu local compus din 15 consilieri. Primarul, Ciprian-Gheorghe Otlăcan[*], de la Partidul Național Liberal, este în funcție din 2016. Începând cu alegerile locale din 2024, consiliul local are următoarea componență pe partide politice:
|  | Partid                          | Consilieri | Componența Consiliului | Componența Consiliului | Componența Consiliului | Componența Consiliului | Componența Consiliului | Componența Consiliului | Componența Consiliului | Componența Consiliului | Componența Consiliului | Componența Consiliului |
|  | ------------------------------- | ---------- | ---------------------- | ---------------------- | ---------------------- | ---------------------- | ---------------------- | ---------------------- | ---------------------- | ---------------------- | ---------------------- | ---------------------- |
|  | Partidul Național Liberal       | 10         |                        |                        |                        |                        |                        |                        |                        |                        |                        |                        |
|  | Partidul Social Democrat        | 3          |                        |                        |                        |                        |                        |                        |                        |                        |                        |                        |
|  | Alianța pentru Unirea Românilor | 2          |                        |                        |                        |                        |                        |                        |                        |                        |                        |                        |

## Atracții turistice
- Castelul Csernovics din satul Macea, construcție secolul al XIX-lea
- Rezervația naturală "Arboretul de la Macea" (20,50 ha.)
- Grădina botanică din Macea
- Câmpia Crișului Alb și Crișului Negru (arie de protecție specială avifaunistică)